# Classis Ravennatis
La Classis Ravennatis era la flotta imperiale romana istituita da Augusto intorno al 27 a.C.. Era di stanza a Ravenna ed era la seconda flotta dell'Impero per importanza. Aveva il compito di sorvegliare la parte orientale del Mediterraneo. Fu rinominata Classis Praetoria Ravennatis Pia Vindex; l'attributo praetoria indica il compito di custodia dell'Italia e dell'imperatore.

## Storia
La flotta fu istituita da Augusto per pattugliare e difendere il Mediterraneo orientale, ovvero tutta l'area ad est del mare Adriatico. Troviamo, infatti sue vexillationes anche nel regno del Bosforo Cimmerio. Alcune sue vexillationes sembra parteciparono alla spedizione partica di Traiano o di Lucio Vero. Dal porto di Classe sembra iniziò la seconda campagna contro i Daci da parte di Traiano, come rappresentato sulla omonima Colonna, contrariamente a quanti sostengono che il porto sia da identificarsi con Brindisi o Ancona.

La flotta fu sequestrata da Settimio Severo durante la guerra civile degli anni 193-197.

## L'area portuale
Il porto di Classe era simile per conformazione a quello di Miseno, sul mar Tirreno, dove aveva sede la flotta per il Mediterraneo occidentale, ma nel suo complesso non era del tutto naturale. Le lagune, interne rispetto alla costa, erano separate dal mare da un sistema di dune costiere. Per mettere in comunicazione il porto con il mare, i romani scavarono un canale tra le dune.. Un secondo canale, la Fossa Augusta, congiungeva Classe con Ravenna, che attraversava alla destra delle mura, poi proseguiva la sua corsa in senso sud-nord terminando nelle lagune presso Butrium per una lunghezza totale di 8–9 km.
In città, lungo la Fossa Augusta, si trovava la fabbrica delle navi: l'arsenale. Esso fu attivo fino al tempo del re goto Teoderico. Attorno ai bacini si potevano vedere depositi a perdita d'occhio; lo sviluppo delle banchine raggiungeva i 3 chilometri e poteva ospitare fino a 250 imbarcazioni. La base militare ebbe poi alcuni distaccamenti nei principali porti del Mediterraneo, come ad esempio nel mar Egeo a il Pireo-Atene, o nel mare Adriatico ad Aquileia o Salona.
A causa della subsidenza, il territorio ravennate, abbassandosi, divenne progressivamente paludoso. All'inizio del IV secolo, tale fenomeno fu così evidente che le banchine, i cantieri e le strade di accesso al porto erano diventate inservibili. Considerate queste condizioni, l'imperatore Costantino decise di trasferire la base della flotta a Bisanzio.

## Tipologia di imbarcazioni

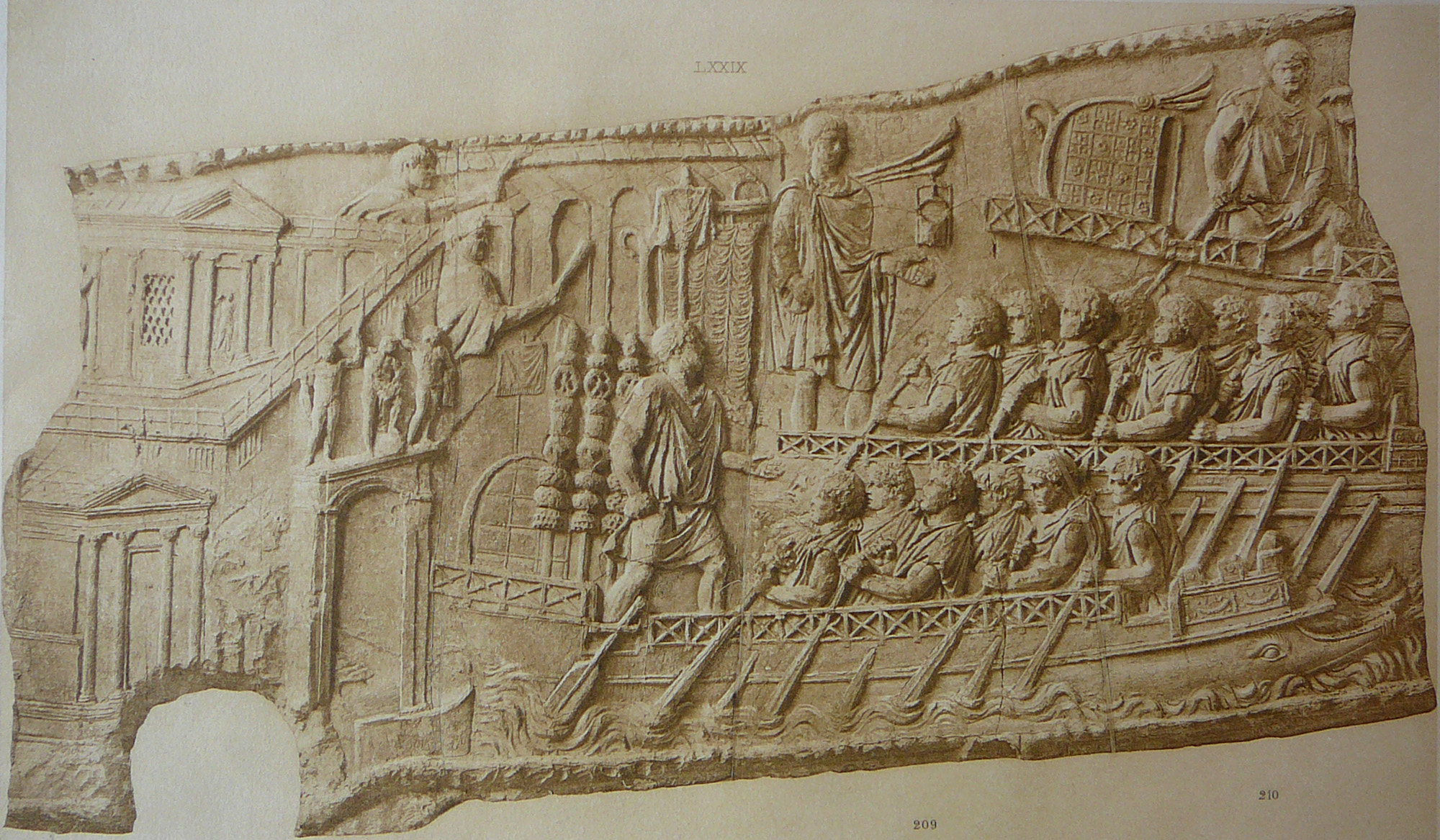
Nel rilievo n. 58 della Colonna di Traiano (secondo la classificazione di Conrad Cichorius), il porto qui rappresentato potrebbe essere quello di Classe, oppure quello di Ancona o di Brindisi.

Nella vicina necropoli di Ravenna, sono stati rinvenuti i nomi di alcune navi e di alcuni ufficiali incisi su stele funerarie in marmo:
- 2 quinqueremi: Augustus,[23] Victoria.[24]
- 6 quadriremi: Fortuna,[25] Mercurius,[26] Neptunus, Padus,[27] Vesta,[28] Victoria.[29]
- 29 (?) triremi: Aesculapius,[30] Apollo,[31] Aquila,[32] Archinix,[33] Ariadna, Augusta,[34] Castor,[35] Concordia, Costantia,[36] Danae,[37] Diana,[38] Danubius, Felicitas,[39] Hercules,[40] Iside,[41] Mars,[42] Mercurius,[43] Minerva,[44] Neptunus,[45] Nereis, Ops,[46] Pax,[47] Pietas,[48] Pinnata,[49] Providentia,[50] Silvanus,[51] Triumphus,[52] Venus, Virtus,[53] Victoria.[54]
- 5-7 liburne: Ammon, Clupeus (da Caorle[55]), Diana,[56] Pinnata,[57] Satyra, Varvarina, Sphinge (?).[58]
- 5 navi di altro tipo: Clementia (incerto se appartenente alla flotta misenense o ravennate), Danubius, Hercules, Mercurius (incerto se appartenente alla flotta misenense o ravennate), Victoria.

## Il corpo di truppa
Anche per la flotta ravennate il numero degli effettivi si aggirava intorno ai 10.000 tra legionari e ausiliari.
Il comandante della flotta era il Praefectus classis Ravennatis ovvero il comandante dell'intero bacino dell'Adriatico, appartenente all'ordine equestre. A sua volta il diretto subordinato del praefectus era un sub praefectus, a sua volta affiancato da una serie di praepositi, ufficiali posti a capo di ogni pattuglia per singola località.
Altri ufficiali erano poi il Navarchus princeps, che corrisponderebbe al grado di contrammiraglio di oggi. Nel III secolo fu poi creato il Tribunus classis con le funzioni del Navarchus princeps, più tardi tribunus liburnarum.
La singola imbarcazione era poi comandata da un trierarchus (ufficiale), dai rematori e da una centuria di marinai-combattenti (manipulares / milites liburnarii). Il personale della flotta (Classiari o Classici) era perciò diviso in due gruppi: gli addetti alla navigazione ed i soldati. Il servizio durava 26 anni (contro i 20 dei legionari ed i 25 degli auxilia). Dal III secolo la ferma fu aumentata fino a 28 anni. Al momento del congedo (Honesta missio) ai marinai erano date: una liquidazione, dei terreni e di solito anche la cittadinanza romana, provenendo essi dalla condizione di peregrini al momento dell'arruolamento. Il matrimonio, invece, era permesso loro solo al termine del servizio attivo permanente.

## Cronotassi dei comandanti della flotta
Si ricordano alcuni Praefecti classis Ravennatis:
- al tempo dell'Imperatore Nerone, il Praefectus classis Ravennatis era Publio Clodio Quirinale. Accusato di empietà per aver oppresso con la sua dissoluta crudeltà l'Italia, come se fosse l'ultima delle nazioni[63], fu condannato a morte. Evitò l'onta dell'esecuzione con il veleno.
- al tempo della guerra civile degli anni 68-69, l'imperatore Vitellio affidò il comando delle flotte Ravennatis e Misenis a un membro dell'ordine equestre di nome Sesto Lucilio Basso[64]. Quest'ultimo, però, poco dopo tradì Vitellio e passò dalla parte di Vespasiano, consegnandogli la flotta Ravennatis.
- sotto Vespasiano, il comando passò nelle mani del sostenitore dei Flavi, Cornelio Fusco;[65]. Con i marinai della flotta Ravennatis, nel 70 d.C. fu formata una nuova legione, la II Adiutrix.[66]
- Tito Appalio Alfino Secondo, verso la seconda parte del II secolo;[67]
- Tito Cornasidio Sabino, tra la fine del II e la prima parte del III secolo;[68]
- Gneo Marcio Rustio Rufino, al tempo di Settimio Severo e Caracalla;[69]